# Al De Lory
Al De Lory, vlastním jménem Alfred V. De Lory, (31. ledna 1930 – 5. února 2012) byl americký hudební producent, aranžér, hudebník a dirigent. Byl členem skupiny The Wrecking Crew. Spolupracoval s umělci, jakými jsou Glen Campbell, Jimmy Webb nebo The Beach Boys. Jeho dcera Donna De Lory je zpěvačka. Byl dvakrát nominován na cenu Grammy, jednou ji získal.